# 立山 (清)

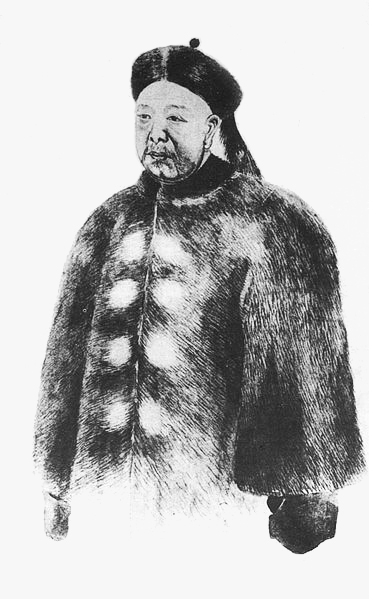
立山（『庚子辛亥忠烈像賛』より）

立山（りつざん、Lishan、1843年? - 1900年）は、清末の官僚。字は豫甫。
蒙古正黄旗人。トゥメト氏（tumet hala、土黙特氏）。筆帖式（満漢の文章の翻訳官）出身。李蓮英と親しく、西太后の寵を得て、奉宸苑卿、総管内務府大臣、正白旗漢軍副都統、戸部侍郎、戸部尚書を歴任した。戊戌の政変後、光緒帝に同情して、西太后と栄禄（ルンル）が進めていた新帝擁立に反対し、西太后の不興を買った。1900年、義和団の乱が発生し、八カ国連合軍が天津に進撃すると、御前会議で意見は割れ、端郡王載漪らは義和団を利用すべしと説いたが、立山・許景澄・袁昶らは連合軍と和平を結ぶことを主張した。そして西太后と主戦派が連合軍に宣戦を布告すると、立山は逮捕されて処刑された。清朝の敗北後、名誉回復がなされ、忠貞の諡号が贈られた。